# Coalizão (Austrália)

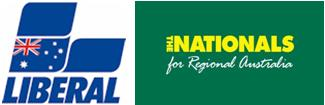
Os dois logotipos do Coalizão.

Coalizão na política australiana se refere a um grupo de partidos de centro-direita que já existiu sob a forma de um acordo de coalizão desde 1922. Os parceiros de coalizão são o Partido Liberal da Austrália (ou os seus antecessores, antes de 1945) e o Partido Nacional da Austrália. O principal rival do Coalizão é o Partido Trabalhista Australiano de centro-esquerda.